# Herb powiatu pleszewskiego
Herb powiatu pleszewskiego – jeden z symboli powiatu pleszewskiego, autorstwa Alfreda Znamierowskiego, ustanowiony 29 marca 2001.

## Wygląd i symbolika
Herb przedstawia na tarczy w polu błękitnym srebrną kamienną wieżę z czterema blankami wspartą na czterech kulach (nawiązanie do herbu Pleszewa), otoczone sześcioma złotymi gwiazdami pięcioramiennymi (symbol gmin powiatu).